# Arlene McQuade
Arlene McQuade (ciudad de Nueva York, Nueva York, 29 de mayo de 1936 – Santa Fe, Nuevo México, 21 de abril de 2014) fue una actriz estadounidense de televisión, radio y teatro, conocida sobre todo por su papel de Rosalie en la serie de la CBS The Goldbergs. Tuvo el mismo papel en Molly (1951), una adaptación cinematográfica de la serie radiofónica.
McQuade era hija de Arthur y Rita McQuade y empezó a actuar a los cuatro años.
McQuade actuó en Broadway en Summer and Smoke (1948). También apareció en un episodio de la serie de televisión Alfred Hitchcock Presents en 1960.

## Vida personal y muerte
McQuade murió en una residencia de ancianos en Santa Fe, Nuevo México, el 21 de abril de 2014, a los 77 años, después de una larga batalla contra la enfermedad de Parkinson. Había sido la primera esposa del actor, Valentin de Vargas (fallecido en 2013) a quien conoció en el rodaje de Touch of Evil.

## Filmografía
| Año  | Título                    | Papel            | Notas                                             |
| ---- | ------------------------- | ---------------- | ------------------------------------------------- |
| 1950 | The Goldbergs             | Rosalie Goldberg |                                                   |
| 1958 | Touch of Evil             | Ginnie           | Sin acreditar                                     |
| 1960 | Alfred Hitchcock Presents | Gloria           | Temporada 5 Episodio 28: "Forty Detectives Later" |
| 1960 | Have Gun, Will Travel     | Princesa Aouda   |                                                   |